# Furlanščina
Furlanščina (furlansko furlan, marilenghe, dob. 'materinščina' ali lenghe furlane, 'furlanski jezik'; italijansko lingua friulana, friulano) je eden izmed romanskih jezikov. Furlansko govori več kot 500.000 ljudi v Italiji, predvsem v avtonomni deželi Furlanija ‒ Julijska krajina in v Metropolitanskem mestu Benetke. Pod območje zgodovinske razširjenosti furlanščine se dandanes večkrat napačno navajajo tudi kraji ki so bili v preteklosti poseljeni z večinsko slovensko govorečim prebivalstvom.

## Furlanščina in slovenščina
Furlanščina in slovenščina sta od stoletij bila v neposrednem stiku. Furlanske besede prevzete iz slovenščine so na primer: colaç (kolač), cudiç (hudič), 'save (žaba), britule (britva) in cos (koš). Slovenske besede, prevzete iz furlanščine, so: čebula (cevole), raca (raze), fant (fantat), krota (crot) ...

## Furlanščina, slovenščina in nemščina
V Kanalski dolini furlanska jezikovna skupnost sobiva s slovensko jezikovno skupnostjo in nemško jezikovno skupnostjo, kar je razvidno tudi iz večjezičnih cestnih napisov. 
Sklanjatev: verbo jessi (glagol biti)
- o soi - jaz sem
  - vprašalna oblika: soio? - sem jaz?
- tu sês - ti si
  - vprašalna oblika: sêstu? - si ti?
- al è - on je
  - vprašalna oblika: Isal? - je on?
- e je - ona je
  - vprašalna oblika: Ise? - je ona?
- o sin - mi smo
  - vprašalna oblika: Sino? smo mi?
- o sês - vi ste
  - vprašalna oblika: Seso? ste vi?
- a son - oni so
  - vprašalna oblika: Sono? so ni?

Nekatere besede v furlanščini:
furlansko - slovensko (italijansko)
| - cjistiel - grad (castello) - citât - mesto (città) - zoventût - mladost (gioventù) - lûc - kraj (luogo) - fantate - dekle (ragazza) - fregul - malenkost (briciola) - pecjât - greh (peccato) - bussâ - poljubljati (baciare) - siôr - gospod (signore) - plevan - župnik (parroco) - ancje - tudi, isto (anche) - cjalderuç - štedilnik (stufa) - mari - mati (madre) - pari - ati (padre) - ave - babica (nonna) - von - dedi (nonno) - taule - miza (tavola) - cjadree - stol, stolec (sedia) - peraule - beseda (parola) - ruede - kolo (npr. kolo od avta, ne bicikel; ital. ruota) - biciclete - kolo, bicikel (bicicletta) - puint - most (ponte) - vues - kost (osso) - cjavre - koza (capra) - glesie - cerkev (chiesa) | - flôr - cvet (fiore) - plat - krožnik (piatto) - blave - pšenica (biada) - gjat - mačka (gatto) - lat - mleko (latte) - mes - pismonoša (postino) - mês - mesec (mese) - mil - tisoč (mille) - mîl - med (miele) - vê - glagol imeti (avere) - lâc - jezero (lago) - poc - potisk (pressione) - pôc - malo (poco) - cjaval - konj (cavallo) - sûr, sûrs - sestra, sestre (sorella, sorelle) - fradi, fradis - brat, bratje (fratello, fratelli) - man, mans - roka, roke (mano, mani) - cjan, cjans - pes, psi (cane, cani) - nâf, nâfs - ladja, ladje (nave, navi) - tu sês trist - slab si (obnašanje) - tu tu sês trist - ti si slab - brut - grdi (brutto) - brût - bujon (mesna juha) (brodo di carne) - cjast - kašča, žitnica (granaio) |

- Mandi, Jo o mi clami Daniel. - Zdravo, jaz sem Daniel.
- Jo o soi Furlan. - Furlanec sem.
- Vuê al è propite cjalt. - Danes je bilo vroče.
- O scugni propite lâ cumò, ariviodisi. - Morem iti, nasvidenje.
- No pues vignî fûr usgnot, o ai di studiâ. - Ne morem nocoj iti z vami, morem učiti se.
- O ai vût fevelât. - Imel sem priliko pogovarjati se.

| O ce biel cjscjel a Udin o ce biele zoventût. Zoventût come a Udin no l'si cjate in nissun lûc. A bussâ fantatis bielis no l'è un fregul di pecjât. Le ai bussade une biele e lu ai dite al siôr plevan! Il plevan mi à dât par penitence di bussâle ancje doman. | O kako lep je grad v Vidmu, o kako lepa mladina. Mladine kot v Vidmu ne najdeš nikjer. Saj dekle lepo mlado smeš objeti dekle lepo in še mlado nič ne kara te za to za poljub in objem ti da pokoro da poljubljati boš moral tja do konca svojih dni |

| Al è rot il cjalderuç al è spandût dut il caffè! Joi joi se e sa mê mari ce mai sarà di me! Mariutine e je lade a aghe nus à dit che no sta trop! e je partide la matine e je tornade a miezegnot! | Sem v šporhet se zaletal in vso kavo sem razlil o kaj če zvejo mama o kaj bom jaz nar'dil pravzaprav bi blo polj: on je v šporhet se zaletal in vso kavo je razlil o kaj če zvejo mama o kaj bo on nar'dil |

## Skupno besedišče
| Slovensko | Furlansko |
| --------- | --------- |
| skuta     | scuete    |
| raca      | raze      |
| koš       | cos       |
| krota     | crot      |
| češplja   | ciespe    |
| artičoka  | articjoc  |
| fant      | fantat    |
| čebula    | cevole    |
| kolač     | colaç     |
| britev    | britule   |
| žaba      | 'save     |